# Otto Harder
Otto Fritz Harder, soprannominato "Tull" (Braunschweig, 25 novembre 1892 – Amburgo, 4 marzo 1956), è stato un calciatore tedesco, di ruolo attaccante.

## Carriera
Giocò per la maggior parte della carriera nell'Amburgo, di cui fu probabilmente il miglior giocatore della storia prima dell'arrivo di Uwe Seeler. Era molto amato dai tifosi anche seil suo carattere duro e la tendenza al bere lo portarono più volte ad esser messo in panchina dalla dirigenza del club. Nel 1932 si iscrisse al Partito Nazista e l'anno seguente entrò nelle SS, per le quali operò come guardiano in un campo di concentramento. Dopo la caduta del Terzo Reich fu condannato a 15 anni di reclusione per crimini di guerra ma fu scarcerato nel 1951. Morì pochi anni dopo nel corso di un'operazione.

## Palmarès

### Club

#### Competizioni nazionali
- Campionato tedesco: 2

Amburgo: 1922-1923, 1927-1928